# Lipník nad Bečvou (nádraží)
Lipník nad Bečvou (dřívější názvy: Leipnik, Lipník) je železniční stanice, která se nachází na trati Přerov–Bohumín, původní železniční trať společnosti c. k. privilegované Severní dráhy císaře Ferdinanda (SDCF) ve městě Lipník nad Bečvou na adrese Nádražní 400/28. Je součástí II. železničního rychlostního koridoru.

## Historie
Železnice byla dána do provozu v roce 1842, úsek z Přerova do Lipníku nad Bečvou. Zde se na čas výstavba železnice zastavila, důvodem byl nedostatek finančních prostředků. Průjezdní stanice se stala koncovou stanicí. Další výstavba pokračovala v letech 1844 až 1847. Výstavbu trati řídil Karl Hummel. V roce 1851 byla trať zdvojkolejněna z Přerova po Lipník. V letech 1960–1963 byla trať elektrizována.[zdroj?]
Výstavba II. koridoru ČD probíhala v letech 1999–2001 a v roce 2012 byl zaveden pravostranný provoz.
Od 29. května 2009 je stanice dálkově řízena z CDP Přerov.

## Stanice
Železniční trať v roce 1842 měla jednu kolej a do stanice se vjíždělo zděnou branou. Architekt Anton Jüngling projektoval výpravní budovu a skladiště. Mezi výpravní budovou a skladištěm bylo pět kolejí, z nichž byly krajní kryté pultovou střechou. Rozšířením kolejové dopravy byly původní budovy zbourány a postaveny nové. V roce 1906 byl původní dřevěný sklad snesen a postaven slad typizovaný z režného zdiva s nákladní pokladnou. S výstavbou koridoru byl k ostrovnímu nástupišti postaven odchod.

### Výpravní budova
V roce 1842 byla vybudována výpravní budova podle plánu architekta Antona Jünglinga. V roce 1847 byla tato budova snesena a postavená nová zděná klasicistní patrová budova. Výpravní budovu z roku 1848 projektoval architekt Ernest Ehrenhaus, který vycházel z Jünglingových návrhů. Jednopatrová klasicistní budova o sedmi osách, s mělkými rizality, které byly zvýrazněny rohovou bosáží, s patrovou římsou, byla kryta valbovou střechou. Okna v přízemí měla půlkruhové zaklenutí, zdobení pásovou rustikou, v patře byla okna obdélná. V roce 1897 byla přistavěna z jižní strany přízemní čekárna s dřevěnou verandou.

### Vodárna
V blízkosti výpravní budovy byla postavena zděná patrová vodárna s přízemními postranními křídly. Klasicistní budova s bosovanými nárožími, profilovanou římsou a věž trojúhelníkovým štítem se dochovala jako jedna z nejstarších vodáren na trati SDCF. Vodárna sloužila k více účelům. V pravém křídle byl byt výhybkáře, ve střední části byla kasárna a místnost se studnou. Vlevo byl sklad a levém postranním křídle lampárna a umývárny. V letech 1936–37 byla vodárna adaptována k jiným účelům (např. sklad uhlí a dřeva). V letech 1999–2002 bylo severní křídlo sneseno a na jeho místě postavená patrová provozní budova.

### Lampárna
K zabezpečení acetylenového osvětlení nádraží byla postavena lampárna v přednádraží naproti vodárny. Přízemní stavba z režného cihlového zdiva s plochou střechou a nízkou atikou byla postavena podle typového vzoru III. (Normalplan No 185). V budově byl umístěn tzv. mokrý plynojem. Byla to zvonová nádoba jejíž dolní okraj byl ponořen do vodní nádrže. Zvýšením nebo snížením tlaku acetylénu ve zvonu se samočinně vynořil nebo ponořil do vody. Zvýšením tlaku se ve vyvíječi plynu nádoba s karbidem vynořila z vody a ustala reakce karbidu s vodou, při poklesu tlaku se karbid zanořil do vody a začal se vyvíjet acetylén (ethyn). Acetylén byl odváděn do čisticího přístroje, kde se zbavil nežádoucích příměsí snižujících svítivost (amoniak, sirovodík) v čisticí látce, nejčastěji se používalo chlorové vápno. Vyčištěný acetylén byl odveden do plynojemu přes plynoměr a následně do acetylénových lamp. V budově lampárny byl sklad sklad karbidu a jáma na vápno. V roce 1925 byla přestavěna na byt.[zdroj?]

## Služby ve stanici
V železniční zastávce jsou cestujícím poskytovány tyto služby: vnitrostátní pokladní přepážka (ČD), možnost platit v eurech, platba platební kartou, bezbariérové WC, čekárna, půjčovna kol ČD Bike, úschovna zavazadel. V blízkosti je veřejné parkoviště a zastávka autobusové dopravy.
Rozcestí turistických tras:
- červená turistická trasa vede z Teplic nad Bečvou přes hrad Helfštýn a Lipník do Staroměřic (dále k prameništi řeky Odry).
- modrá turistická cesta začíná v Lipníku nad Bečvou a vede přes Podhoří do Hranic.
- žlutá turistická cesta vede od nádraží na Osecký jez.

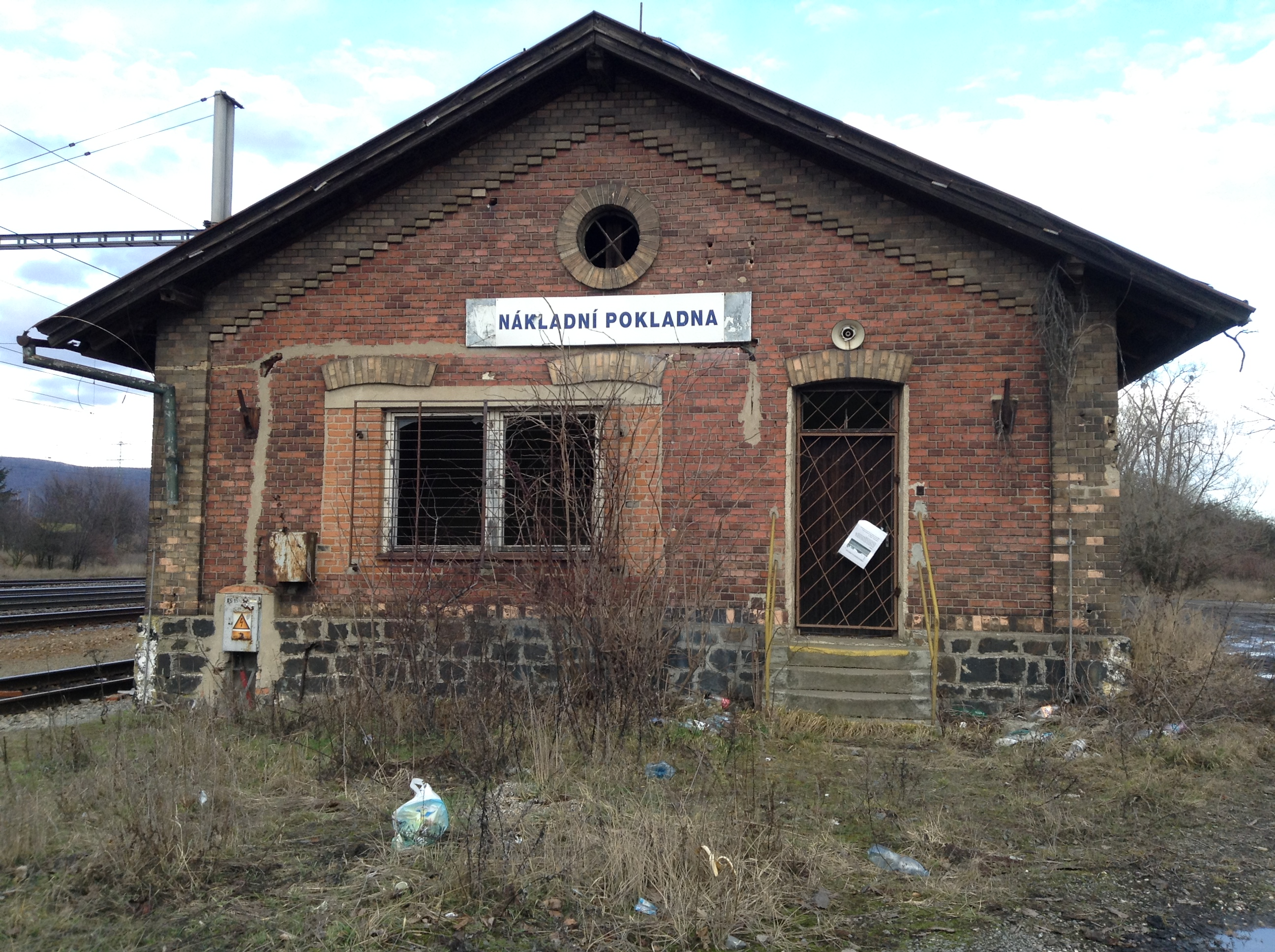
Nákladní pokladna
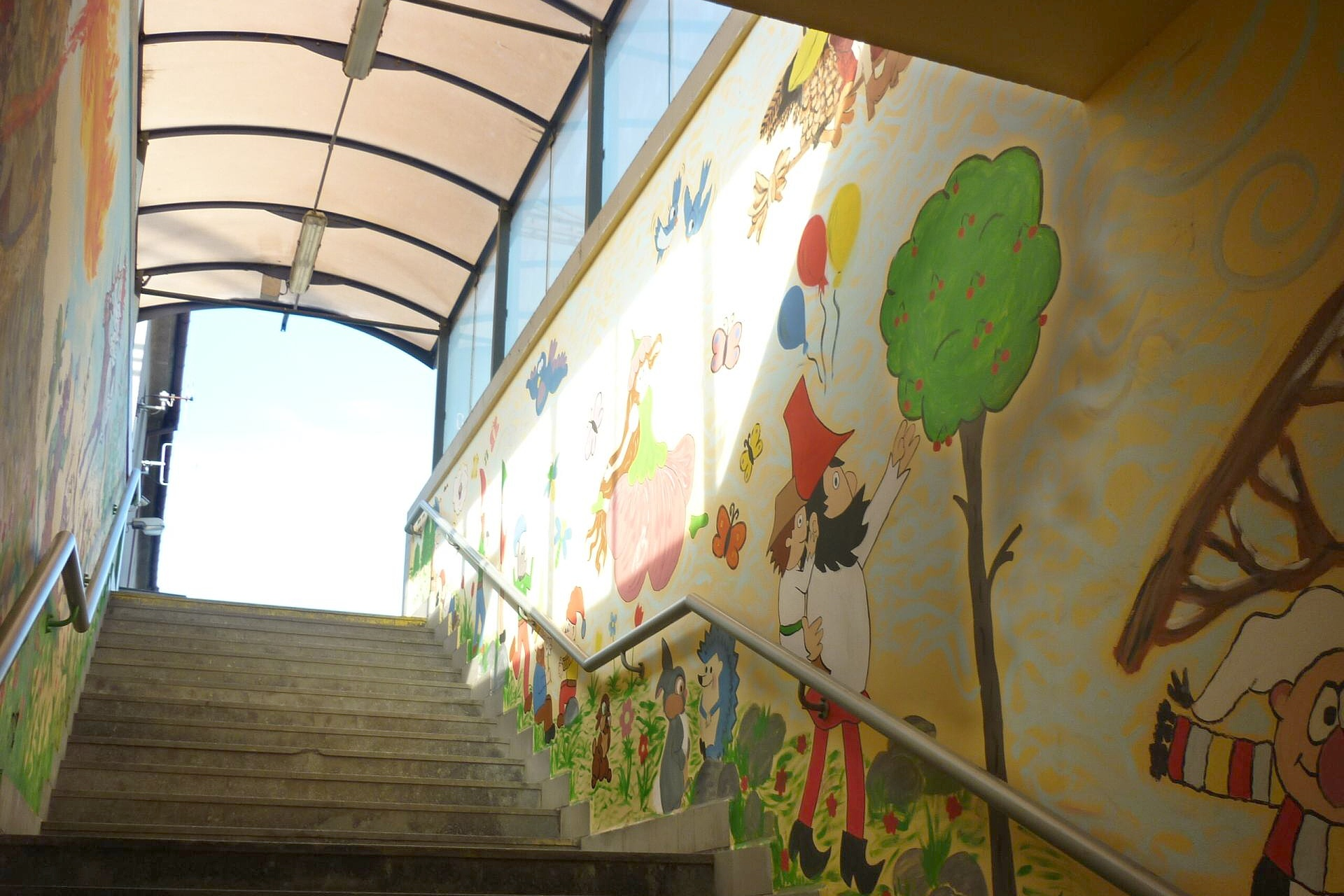
Podchod k nástupišti
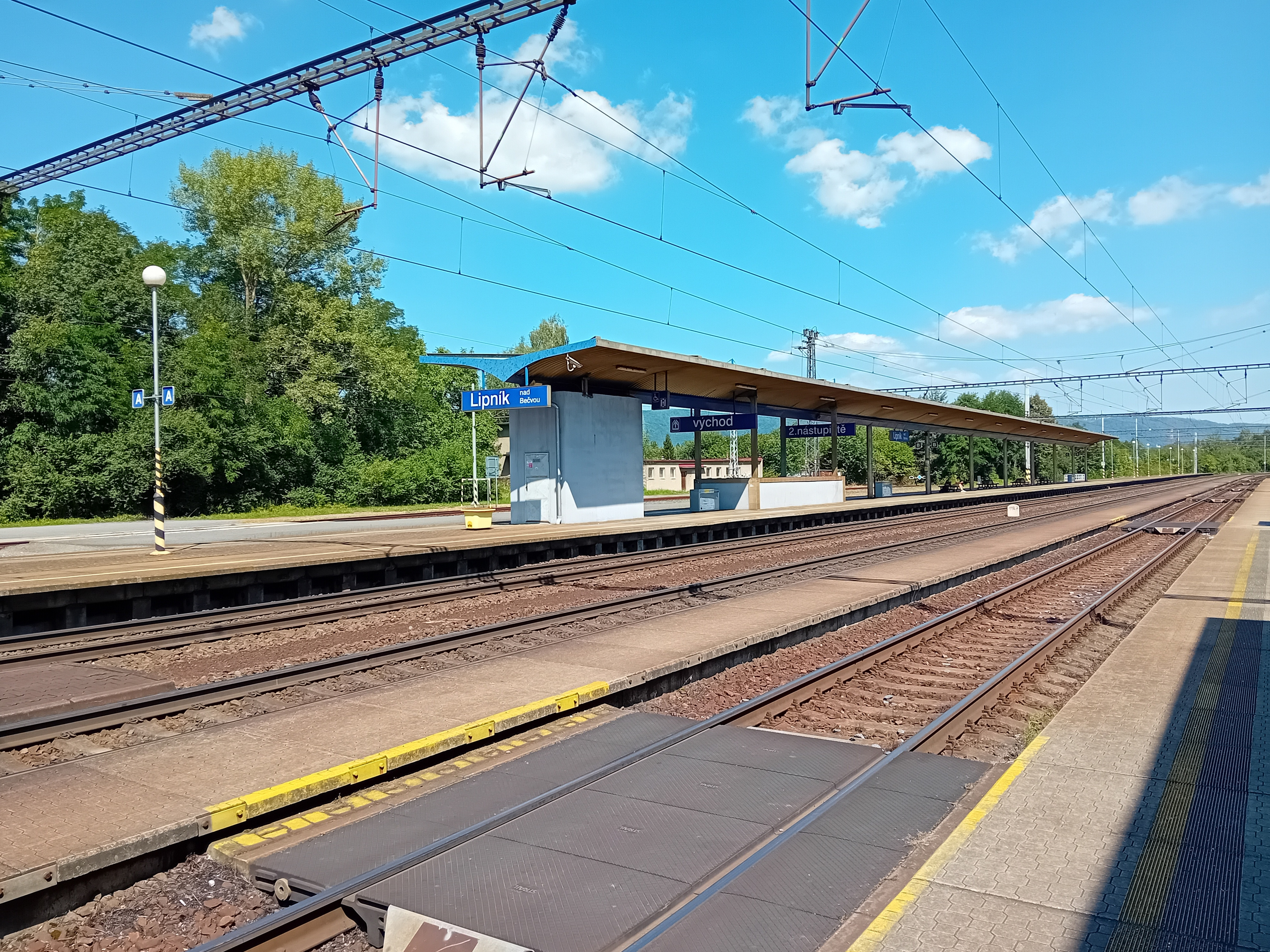
Nástupiště
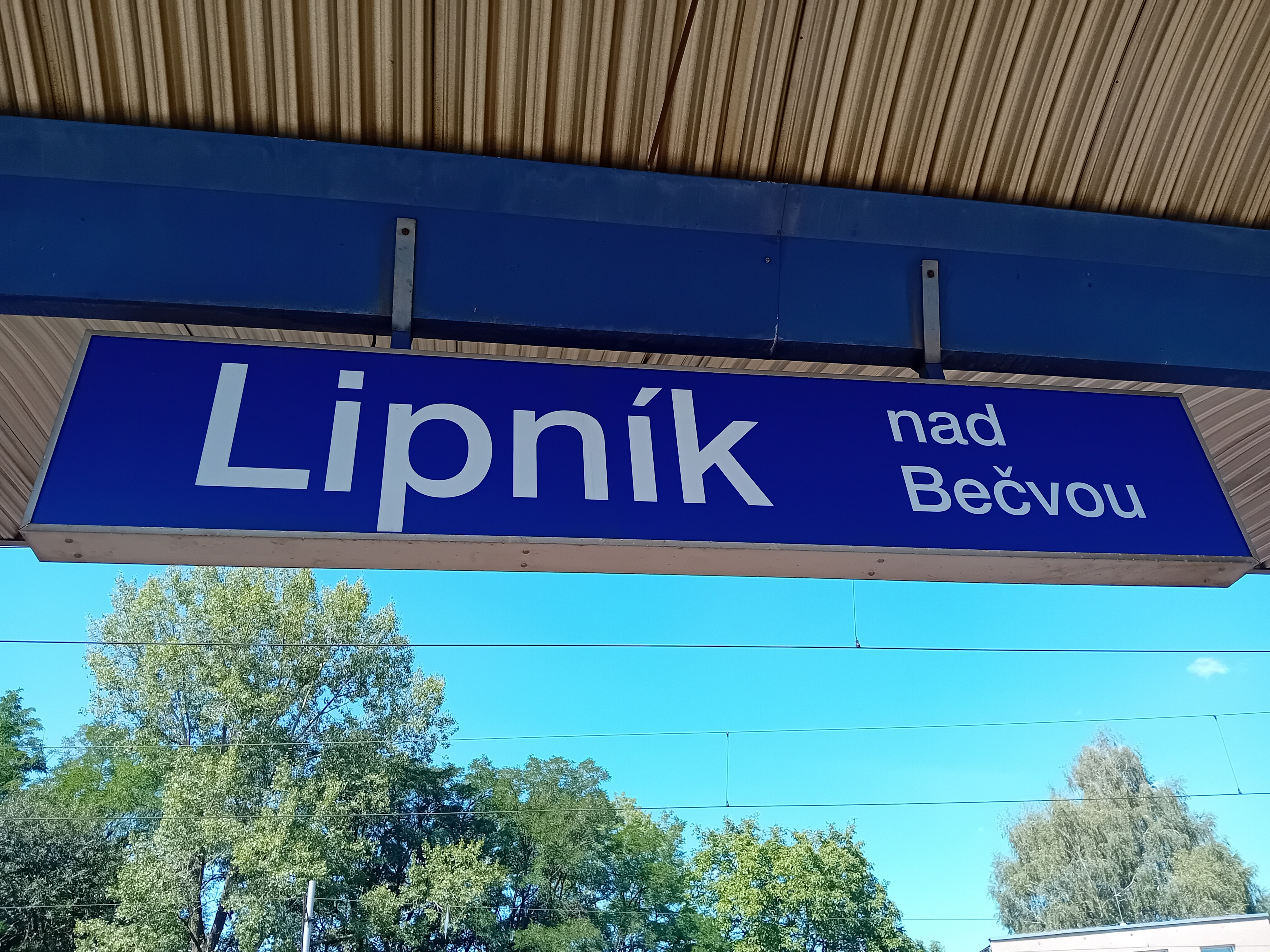
Staniční nápis
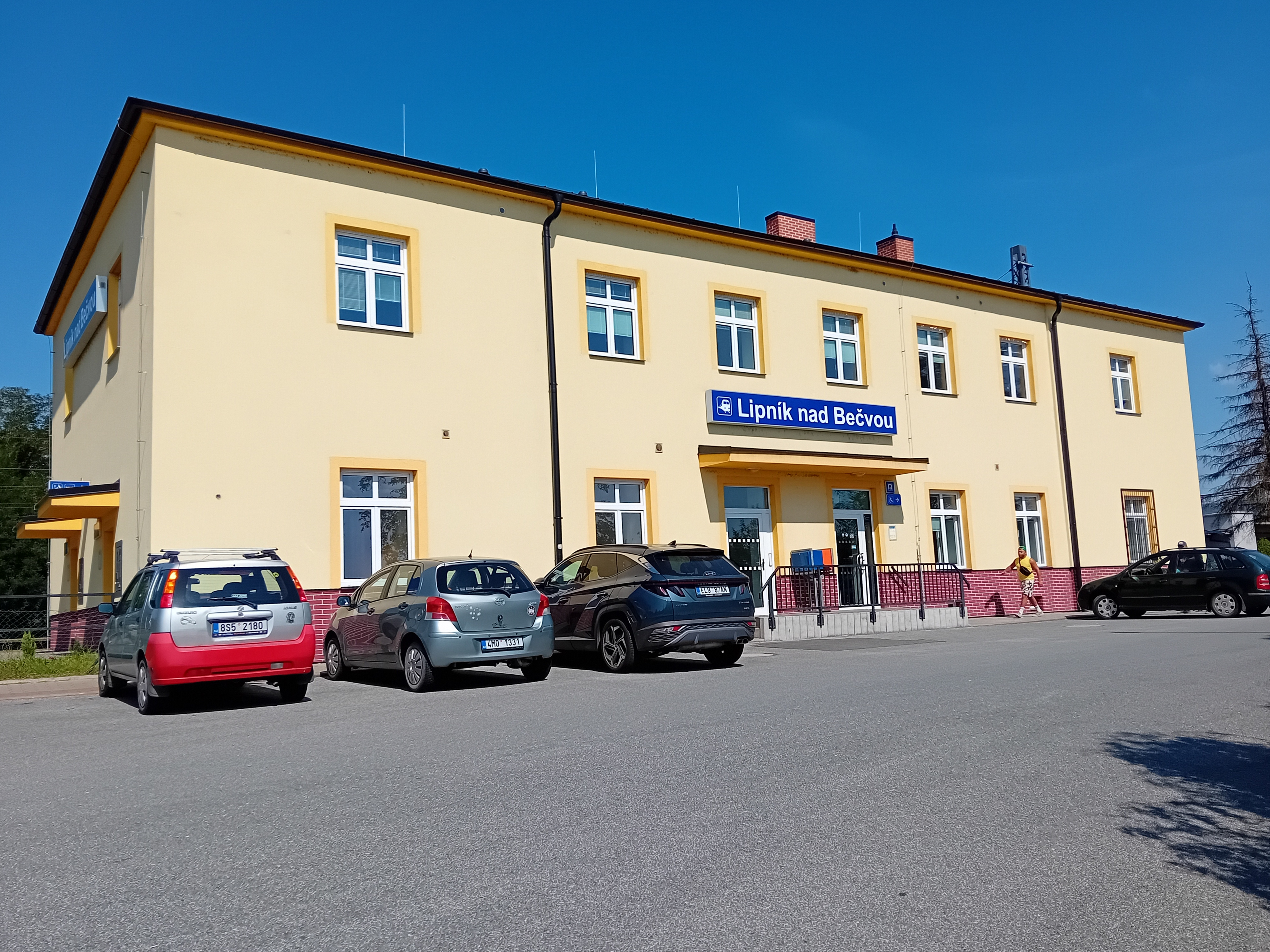
Staniční budova z ulice